# Sambice
Sambice foi uma nobre persa do final do século V que esteve ativa no Império Sassânida. Segundo o cronista bizantino Teófanes, o Confessor, ela era filha do xá Cavades I e mãe de seu terceiro filho Ptasuardas (Phthasuardas), porém é mais provável que ela era sua irmã e mãe de seu primeiro filho, Caoses. Talvez ela também pode ser associada à esposa de Cavades que lhe ajudou a fugir do cativeiro em direção ao Império Heftalita em 496.